# Andrea Sgarallino (nave)
Andrea Sgarallino è stato un piroscafo, intitolato ad un eroe livornese dei moti del 1848 che fu anche tra i garibaldini della Spedizione dei Mille, legato ad un tragico episodio di siluramento avvenuto durante la seconda guerra mondiale.

## Il piroscafo Andrea Sgarallino
Negli anni precedenti alla guerra, il piroscafo Andrea Sgarallino assicurava il servizio passeggeri tra il porto di Piombino e Portoferraio, capoluogo dell'isola d'Elba. Era un piroscafo misto di 731 tonnellate di stazza lorda, costruito dai Cantieri Orlando di Livorno per la Società Anonima di Navigazione Toscana; lungo 56 metri e largo 8,56 metri, la sua velocità di crociera era attorno ai 14 nodi. Iniziò il suo servizio passeggeri tra Piombino e l'Elba nel 1930. Il 16 maggio 1943 venne requisito dalla Regia Marina, denominato F123 e assegnato al servizio di pilotaggio foraneo.
Con l'armistizio dell'8 settembre 1943 lo Sgarallino, agli ordini del tenente di vascello Carmelo Ghersi, fu catturato dalla Kriegsmarine. La nave avrebbe dovuto essere armata con un nuovo equipaggio tedesco e utilizzata come posamine con base a La Spezia, ma la necessità di ripristinare urgentemente il collegamento tra l'Elba e Piombino spinse il comando tedesco a farle compiere una serie di corse straordinarie con equipaggio italiano e scorta militare germanica. Nel corso di una di queste traversate, il piroscafo fu affondato da un sommergibile inglese.

## Il siluramento
Il 16 settembre 1943 la città di Portoferraio subì un rovinoso bombardamento aereo tedesco, che arrecò gravi danni all'abitato e provocò alcune decine di vittime, tra civili e militari del presidio. Allo scopo di evitare ulteriori vittime e nell'impossibilità di poter organizzare una adeguata difesa dell'isola, il comando italiano depose le armi. Con l'occupazione militare tedesca dell'isola d'Elba (17 settembre 1943), lo Sgarallino fu catturato intatto dalla Kriegsmarine. Il 21 settembre su ordine del comando tedesco la nave effettuò due corse sulla linea A1, tra Portoferraio e Piombino.
La mattina del 22 settembre 1943 lo Sgarallino stava compiendo la sua terza traversata proveniente da Piombino: oltre all'equipaggio e alla scorta militare, sulla nave furono imbarcati una cinquantina di civili autorizzati a raggiungere l'isola. Sullo Sgarallino non erano presenti militari italiani smobilitati che tornavano a casa, in quanto l'imbarco era strettamente sorvegliato da militari tedeschi e marinai della Capitaneria di Porto italiana (in quegli stessi giorni i militari italiani sull'Elba venivano trasferiti a Piombino e di lì in Polonia e Germania).  
Alle ore 9:30 lo Sgarallino, giunto in prossimità del porto di Portoferraio, di fronte alle località di Nisporto e Nisportino, fu attaccato dal sommergibile britannico HMS Uproar al comando del tenente di vascello Laurence Edward Herrick. Riconosciuta come una unità ausiliaria, Herrick non ebbe dubbi e ordinò il siluramento. Alle 9:49 due siluri lo colpirono in rapida successione, spezzando il piroscafo in due tronconi e causandone l'immediato affondamento. I morti furono circa un centinaio, i sopravvissuti accertati cinque (non è escluso che ve ne fossero stati altri). 
Negli anni successivi alla guerra, nelle varie narrazioni dell'episodio, il numero delle vittime fu più volte aumentato, fino a superare i trecento/trecentotrenta. Nonostante studi più recenti abbiano chiarito molti aspetti dell'affondamento, le commemorazioni ufficiali riportano ancora le versioni tradizionali.

## Il relitto e memoria
Il relitto dello Sgarallino giace a 66 metri di profondità, di fronte alla località di Nisporto.
Il 22 settembre 2003, sessantesimo anniversario della tragedia, su iniziativa di un comitato costituitosi per l'occasione, è stata deposta sul relitto una targa commemorativa, che è stata sistemata su una fiancata del piroscafo. 
La targa recita
22.IX.1943 - 22.IX.2003

IN MEMORIA

ALLE VITTIME DEL PIROSCAFO

"A. SGARALLINO"
Alle vittime dello Sgarallino è intitolato uno dei piazzali del porto commerciale di Portoferraio. Alla loro memoria è intitolata anche una piazza sita a Marina di Campo, capoluogo del comune di Campo nell'Elba e un piazzale presso la località Salivoli a Piombino, nei pressi del porto turistico.
A cura della Guardia Costiera, del Gruppo ANMI e dell'Autorità di Sistema Portuale Alto Tirreno è stato inaugurato, nel settembre 2021, un pannello sulla vicenda del piroscafo presso la Stazione Marittima di Piombino.
Nel corso del 2023 i comuni di Piombino e Portoferraio hanno finanziato una borsa di ricerca di 4.000 euro sul tema L'affondamento del piroscafo Andrea Sgarallino nel quadro degli eventi del settembre 1943 nell'Alto Tirreno presso l'Università di Siena. Presentata il 16 settembre 2023 a Livorno, la ricerca non si discosta in maniera significativa dalle tesi dei vari comitati.